# ماثيو بالمر (لاعب كرة قدم)
ماثيو بالمر (بالإنجليزية: Matthew Palmer)‏ هو لاعب كرة قدم نيوزيلندي في مركز الهجوم، ولد في 16 فبراير 2000. لعب مع نادي غيلانغ إنترناشونال.

## وصلات خارجية
- ماثيو بالمر (لاعب كرة قدم) على موقع قاعدة بيانات كرة القدم.إي يو (الإنجليزية)
- ماثيو بالمر (لاعب كرة قدم) على موقع Soccerway.com (الإنجليزية)